# Didier Ibrahim N'Dong
Didier Ibrahim N'Dong (Libreville, 17 giugno 1994) è un calciatore gabonese, centrocampista dell'Esteghlal e della nazionale gabonese.

## Carriera

### Club
Il 3 gennaio 2015, durante la sessione invernale del calciomercato, è stato ingaggiato dal club francese del Lorient, firmando un contratto di 4 anni e mezzo.
Il 31 agosto 2016 viene acquisto dal Sunderland  per 16 milioni di euro. Segna la sua prima rete col Sunderland il 4 febbraio contro il Crystal Palace, partita vinta 4-0. Viene licenziato dal club nel luglio 2018 per non essersi presentato al ritiro estivo.

### Nazionale
Ha giocato nelle nazionali giovanili gabonesi Under-20 ed Under-23.
Nel 2012 ha esordito nella nazionale maggiore gabonese.

## Statistiche

### Presenze e reti nei club
Statistiche aggiornate al 14 agosto 2020.
| Stagione          | Squadra           | Campionato        | Campionato | Campionato | Coppe nazionali | Coppe nazionali | Coppe nazionali | Coppe continentali | Coppe continentali | Coppe continentali | Altre coppe | Altre coppe | Altre coppe | Totale | Totale |
| Stagione          | Squadra           | Comp              | Pres       | Reti       | Comp            | Pres            | Reti            | Comp               | Pres               | Reti               | Comp        | Pres        | Reti        | Pres   | Reti   |
| ----------------- | ----------------- | ----------------- | ---------- | ---------- | --------------- | --------------- | --------------- | ------------------ | ------------------ | ------------------ | ----------- | ----------- | ----------- | ------ | ------ |
| 2011-2012         | Sfaxien           | CLP-1             | 1          | 0          | CT              | 0               | 0               | -                  | -                  | -                  | -           | -           | -           | 1      | 0      |
| 2012-2013         | Sfaxien           | CLP-1             | 18         | 1          | CT              | 0               | 0               | -                  | -                  | -                  | -           | -           | -           | 24     | 1      |
| 2013-2014         | Sfaxien           | CLP-1             | 16         | 1          | CT              | 8               | 1               | -                  | -                  | -                  | -           | -           | -           | 24     | 2      |
| 2014-gen. 2015    | Sfaxien           | CLP-1             | 5          | 0          | CT              | 0               | 0               | -                  | -                  | -                  | -           | -           | -           | 5      | 0      |
| Totale Sfaxien    | Totale Sfaxien    | Totale Sfaxien    | 40         | 2          |                 | 8               | 1               |                    | -                  | -                  |             | -           | -           | 48     | 3      |
| gen.-giu. 2015    | Lorient           | L1                | 12         | 0          | CF+CdL          | 0+0             | 0               | -                  | -                  | -                  | -           | -           | -           | 12     | 0      |
| 2015-2016         | Lorient           | L1                | 34         | 2          | CF+CdL          | 5+1             | 0               | -                  | -                  | -                  | -           | -           | -           | 40     | 2      |
| ago. 2016         | Lorient           | L1                | 2          | 0          | CF+CdL          | -               | -               | -                  | -                  | -                  | -           | -           | -           | 2      | 0      |
| Totale Lorient    | Totale Lorient    | Totale Lorient    | 49         | 2          |                 | 6               | 0               |                    | -                  | -                  |             | -           | -           | 55     | 2      |
| 2016-2017         | Sunderland        | PL                | 31         | 1          | FACup+CdL       | 0+2             | 0               | -                  | -                  | -                  | -           | -           | -           | 33     | 1      |
| 2017-gen. 2018    | Sunderland        | FLC               | 18         | 0          | FACup+CdL       | 0+3             | 0               | -                  | -                  | -                  | -           | -           | -           | 21     | 0      |
| Totale Sunderland | Totale Sunderland | Totale Sunderland | 49         | 1          |                 | 5               | 0               |                    | -                  | -                  |             | -           | -           | 54     | 1      |
| gen.-giu. 2018    | Watford           | PL                | 0          | 0          | FACup+CdL       | 0+0             | 0               | -                  | -                  | -                  | -           | -           | -           | 0      | 0      |
| 2018-2019         | Guingamp          | L1                | 11         | 0          | CF+CdL          | 2+2             | 0               | -                  | -                  | -                  | -           | -           | -           | 15     | 0      |
| lug. 2019         | Guingamp          | L2                | 1          | 0          | CF+CdL          | -               | -               | -                  | -                  | -                  | -           | -           | -           | 1      | 0      |
| Totale Guingamp   | Totale Guingamp   | Totale Guingamp   | 12         | 0          |                 | 4               | 0               |                    | -                  | -                  |             | -           | -           | 16     | 0      |
| 2019-2020         | Digione           | L1                | 27         | 0          | CF+CdL          | 4+1             | 0               | -                  | -                  | -                  | -           | -           | -           | 32     | 0      |
| Totale carriera   | Totale carriera   | Totale carriera   | 177        | 5          |                 | 23              | 1               |                    | -                  | -                  |             | -           | -           | 200    | 6      |

### Cronologia presenze e reti in nazionale
| Cronologia completa delle presenze e delle reti in nazionale ― Gabon | Cronologia completa delle presenze e delle reti in nazionale ― Gabon | Cronologia completa delle presenze e delle reti in nazionale ― Gabon | Cronologia completa delle presenze e delle reti in nazionale ― Gabon | Cronologia completa delle presenze e delle reti in nazionale ― Gabon | Cronologia completa delle presenze e delle reti in nazionale ― Gabon | Cronologia completa delle presenze e delle reti in nazionale ― Gabon | Cronologia completa delle presenze e delle reti in nazionale ― Gabon |
| Data                                                                 | Città                                                                | In casa                                                              | Risultato                                                            | Ospiti                                                               | Competizione                                                         | Reti                                                                 | Note                                                                 |
| -------------------------------------------------------------------- | -------------------------------------------------------------------- | -------------------------------------------------------------------- | -------------------------------------------------------------------- | -------------------------------------------------------------------- | -------------------------------------------------------------------- | -------------------------------------------------------------------- | -------------------------------------------------------------------- |
| 14-11-2012                                                           | Libreville                                                           | Gabon                                                                | 2 – 2                                                                | Portogallo                                                           | Amichevole                                                           | -                                                                    | 68’                                                                  |
| 10-1-2013                                                            | Al Wakrah                                                            | Tunisia                                                              | 1 – 1                                                                | Gabon                                                                | Amichevole                                                           | -                                                                    | 63’ 83’                                                              |
| 8-6-2013                                                             | Franceville                                                          | Gabon                                                                | 0 – 0                                                                | Rep. del Congo                                                       | Qual. Mondiali 2014                                                  | -                                                                    | 32’ 83’                                                              |
| 15-6-2013                                                            | Franceville                                                          | Gabon                                                                | 4 – 1                                                                | Niger                                                                | Qual. Mondiali 2014                                                  | -                                                                    |                                                                      |
| 7-9-2013                                                             | Ouagadougou                                                          | Burkina Faso                                                         | 1 – 0                                                                | Gabon                                                                | Qual. Mondiali 2014                                                  | -                                                                    |                                                                      |
| 10-9-2014                                                            | Maseru                                                               | Lesotho                                                              | 1 – 1                                                                | Gabon                                                                | Qual. Coppa d'Africa 2015                                            | -                                                                    |                                                                      |
| 11-10-2014                                                           | Libreville                                                           | Gabon                                                                | 2 – 0                                                                | Burkina Faso                                                         | Qual. Coppa d'Africa 2015                                            | -                                                                    |                                                                      |
| 15-10-2014                                                           | Ouagadougou                                                          | Burkina Faso                                                         | 1 – 1                                                                | Gabon                                                                | Qual. Coppa d'Africa 2015                                            | -                                                                    |                                                                      |
| 15-11-2014                                                           | Luanda                                                               | Angola                                                               | 0 – 0                                                                | Gabon                                                                | Qual. Coppa d'Africa 2015                                            | -                                                                    | 49’                                                                  |
| 19-11-2014                                                           | Libreville                                                           | Gabon                                                                | 4 – 2                                                                | Lesotho                                                              | Qual. Coppa d'Africa 2015                                            | -                                                                    |                                                                      |
| 9-1-2015                                                             | Casablanca                                                           | Senegal                                                              | 1 – 0                                                                | Gabon                                                                | Amichevole                                                           | -                                                                    | 46’                                                                  |
| 17-1-2015                                                            | Bata                                                                 | Burkina Faso                                                         | 0 – 2                                                                | Gabon                                                                | Coppa d'Africa 2015 - 1º turno                                       | -                                                                    | 40’ 63’                                                              |
| 21-1-2015                                                            | Bata                                                                 | Gabon                                                                | 0 – 1                                                                | Rep. del Congo                                                       | Coppa d'Africa 2015 - 1º turno                                       | -                                                                    | 56’                                                                  |
| 25-1-2015                                                            | Bata                                                                 | Guinea Equatoriale                                                   | 2 – 0                                                                | Gabon                                                                | Coppa d'Africa 2015 - 1º turno                                       | -                                                                    | 69’                                                                  |
| 25-3-2015                                                            | Beauvais                                                             | Gabon                                                                | 4 – 3                                                                | Mali                                                                 | Amichevole                                                           | -                                                                    | 63’                                                                  |
| 30-3-2015                                                            | Istanbul                                                             | Gabon                                                                | 0 – 0                                                                | Bielorussia                                                          | Amichevole                                                           | -                                                                    |                                                                      |
| 11-11-2015                                                           | Maputo                                                               | Mozambico                                                            | 1 – 0                                                                | Gabon                                                                | Qual. Mondiali 2018                                                  | -                                                                    |                                                                      |
| 14-11-2015                                                           | Libreville                                                           | Gabon                                                                | 1 – 0 dts (4 - 3 dtr)                                                | Mozambico                                                            | Qual. Mondiali 2018                                                  | -                                                                    |                                                                      |
| 25-3-2016                                                            | Franceville                                                          | Gabon                                                                | 2 – 1                                                                | Sierra Leone                                                         | Amichevole                                                           | -                                                                    |                                                                      |
| 2-9-2016                                                             | Khartum                                                              | Sudan                                                                | 1 – 2                                                                | Gabon                                                                | Amichevole                                                           | -                                                                    |                                                                      |
| 6-9-2016                                                             | Limbé                                                                | Camerun                                                              | 2 – 1                                                                | Gabon                                                                | Amichevole                                                           | -                                                                    | 43’                                                                  |
| 8-10-2016                                                            | Franceville                                                          | Gabon                                                                | 0 – 0                                                                | Marocco                                                              | Qual. Mondiali 2018                                                  | -                                                                    | 76’                                                                  |
| 14-1-2017                                                            | Libreville                                                           | Gabon                                                                | 1 – 1                                                                | Guinea-Bissau                                                        | Coppa d'Africa 2017 - 1º turno                                       | -                                                                    |                                                                      |
| 18-1-2017                                                            | Libreville                                                           | Gabon                                                                | 1 – 1                                                                | Burkina Faso                                                         | Coppa d'Africa 2017 - 1º turno                                       | -                                                                    |                                                                      |
| 22-1-2017                                                            | Libreville                                                           | Gabon                                                                | 0 – 0                                                                | Camerun                                                              | Coppa d'Africa 2017 - 1º turno                                       | -                                                                    |                                                                      |
| 24-3-2017                                                            | Le Havre                                                             | Guinea                                                               | 2 – 2                                                                | Gabon                                                                | Amichevole                                                           | -                                                                    |                                                                      |
| 4-6-2017                                                             | Libreville                                                           | Gabon                                                                | 0 – 0                                                                | Zambia                                                               | Amichevole                                                           | -                                                                    | 83’                                                                  |
| 10-6-2017                                                            | Bamako                                                               | Mali                                                                 | 2 – 1                                                                | Gabon                                                                | Qual. Coppa d'Africa 2019                                            | -                                                                    |                                                                      |
| 7-10-2017                                                            | Casablanca                                                           | Marocco                                                              | 3 – 0                                                                | Gabon                                                                | Qual. Mondiali 2018                                                  | -                                                                    |                                                                      |
| 10-10-2017                                                           | Salon-de-Provence                                                    | Gabon                                                                | 0 – 1                                                                | Benin                                                                | Amichevole                                                           | -                                                                    | 22’                                                                  |
| 23-3-2019                                                            | Bujumbura                                                            | Burundi                                                              | 1 – 1                                                                | Gabon                                                                | Qual. Coppa d'Africa 2019                                            | -                                                                    |                                                                      |
| 10-10-2019                                                           | Saint-Leu-la-Forêt                                                   | Burkina Faso                                                         | 0 – 1                                                                | Gabon                                                                | Amichevole                                                           | -                                                                    |                                                                      |
| 15-10-2019                                                           | Rabat                                                                | Marocco                                                              | 2 – 3                                                                | Gabon                                                                | Amichevole                                                           | -                                                                    |                                                                      |
| 14-11-2019                                                           | Kinshasa                                                             | RD del Congo                                                         | 0 – 0                                                                | Gabon                                                                | Qual. Coppa d'Africa 2021                                            | -                                                                    |                                                                      |
| 17-11-2019                                                           | Franceville                                                          | Gabon                                                                | 2 – 1                                                                | Angola                                                               | Qual. Coppa d'Africa 2021                                            | -                                                                    |                                                                      |
| 11-10-2020                                                           | Lisbona                                                              | Gabon                                                                | 0 – 2                                                                | Benin                                                                | Amichevole                                                           | -                                                                    |                                                                      |
| 12-11-2020                                                           | Franceville                                                          | Gabon                                                                | 2 – 1                                                                | Gambia                                                               | Qual. Coppa d'Africa 2021                                            | -                                                                    | 16’                                                                  |
| 16-11-2020                                                           | Bakau                                                                | Gambia                                                               | 2 – 1                                                                | Gabon                                                                | Qual. Coppa d'Africa 2021                                            | -                                                                    |                                                                      |
| 25-3-2021                                                            | Franceville                                                          | Gabon                                                                | 3 – 0                                                                | RD del Congo                                                         | Qual. Coppa d'Africa 2021                                            | -                                                                    |                                                                      |
| 5-9-2021                                                             | Franceville                                                          | Gabon                                                                | 1 – 1                                                                | Egitto                                                               | Qual. Mondiali 2022                                                  | -                                                                    |                                                                      |
| 8-10-2021                                                            | Luanda                                                               | Angola                                                               | 3 – 1                                                                | Gabon                                                                | Qual. Mondiali 2022                                                  | -                                                                    |                                                                      |
| 11-10-2021                                                           | Franceville                                                          | Gabon                                                                | 2 – 0                                                                | Angola                                                               | Qual. Mondiali 2022                                                  | -                                                                    |                                                                      |
| 17-11-2022                                                           | Adalia                                                               | Gabon                                                                | 3 – 1                                                                | Guinea-Bissau                                                        | Amichevole                                                           | -                                                                    |                                                                      |
| 20-11-2022                                                           | Adalia                                                               | Gabon                                                                | 3 – 1                                                                | Niger                                                                | Amichevole                                                           | -                                                                    |                                                                      |
| 23-3-2023                                                            | Franceville                                                          | Gabon                                                                | 1 – 0                                                                | Sudan                                                                | Qual. Coppa d'Africa 2023                                            | -                                                                    |                                                                      |
| 27-3-2023                                                            | Omdurman                                                             | Sudan                                                                | 1 – 0                                                                | Gabon                                                                | Qual. Coppa d'Africa 2023                                            | -                                                                    |                                                                      |
| 18-6-2023                                                            | Franceville                                                          | Gabon                                                                | 0 – 2                                                                | RD del Congo                                                         | Qual. Coppa d'Africa 2023                                            | -                                                                    |                                                                      |
| 9-9-2023                                                             | Nouakchott                                                           | Mauritania                                                           | 2 – 1                                                                | Gabon                                                                | Qual. Coppa d'Africa 2023                                            | 1                                                                    |                                                                      |
| Totale                                                               |                                                                      | Presenze                                                             | 48                                                                   |                                                                      | Reti                                                                 | 1                                                                    |                                                                      |

## Palmarès

### Club

#### Competizioni nazionali
- Campionato tunisino: 1

Sfaxien: 2012-2013
- Coppa d'Iran: 1

Esteghlal: 2024-2025

#### Competizioni internazionali
- Coppa della Confederazione CAF: 1

Sfaxien: 2013